# Torpè
Torpè (en lengua sarda Tolpè) es una localidad italiana de la provincia de Nuoro, región de Cerdeña, con 2.911 habitantes.

## Demografía
| Gráfica de evolución demográfica de Torpè entre 1861 y 2001 |
|                                                             |
| Fuente ISTAT - elaboración gráfica de Wikipedia             |